# Euglossa occidentalis
Euglossa occidentalis är en biart som beskrevs av Roubik 2004. Euglossa occidentalis ingår i släktet Euglossa, tribus orkidébin, och familjen långtungebin. Inga underarter finns listade.